# Фурман Анатолій Васильович
Анатолій Васильович Фурман (нар. 6 лютого 1957, Криві Коліна, Тальнівський район, Черкаська область) — український психолог, педагог, соціолог, методолог, журналіст, поет. Доктор психологічних наук (1994), кандидат педагогічних наук (1984), професор (1998), академік АН ВШ України (2002), візитний професор Саскачеванського університету (Канада, 1997), член Національної спілки журналістів України (2001), головний редактор журналу «Психологія і суспільство» (з 2000), професор кафедри психології та соціальної роботи соціально-гуманітарного факультету Західноукраїнського національного університету (раніше — Тернопільського національного економічного університету), голова Тернопільського обласного осередку Соціологічної асоціації України, голова ГО «Інтелектуальний штаб громадянського суспільства», Головний отаман Управління психології МГО «Об'єднана Рада Українського та зарубіжного козацтва» (2016), генерал-полковник українського та зарубіжного козацтва (2016).
Фундатор та головний редактор (з 2000 року) журналу «Психологія і суспільство», науковий редактор-консультант методологічного альманаху «Вітакультурний млин», член редакційних колегій журналів «Рідна школа», «Освіта і управління», «Соціальні технології», «Психологія особистості», заступник голови науково-технічної ради ЗУНУ. Є членом кількох спеціалізованих рад із психології, член Державної акредитаційної комісії МОН України (у 2010—2014 роках).
Провідні теми наукової творчості: психологічна теорія навчальних проблемних ситуацій, експериментальна модель шкільної соціально-психологічної служби, психодіагностика інтелекту та особистості, теорія освітньої діяльності, вітакультурна методологія, інноваційна оргтехнологія модульно-розвивальної освіти, фундаментальний соціально-психологічний експеримент, психокультура української ментальності, система професійного методологування.
Обґрунтування професором Фурманом А. В. нових концептів, моделей та закономірностей має широке поле прикладного застосування, адже стосується соціології і психології суспільства, методології професійної миследіяльності і культуротворення, наукового проектування соціосистем, сучасних засобів експериментування та інноваційного навчання. Анатолій Васильович є автором соціокультурної доктрини, теорії освітньої діяльності та наукового проекту модульно-розвивальної системи національної освіти, що з 1992 року реалізується у двох десятках загальноосвітніх шкіл України як фундаментальний соціально-психологічний експеримент. За понад два десятиліття ним створена оригінальна наукова школа як дослідний колектив у царині вітчизняної соціогуманітарної науки, який нині реалізує третю дослідницьку програму опрацювання ідеї, змісту, форм та інструментів уможливлення професійного методологування на будь-який предмет. Мовиться про новий методологічний напрям постнекласичного стилю теоретизування — вітакультурну методологію, котра отримує конкретизацію у різних сферах суспільного практикування.
Наочним підтвердженням продуктивності роботи Анатолія Фурмана є теоретико-методологічний соціогуманітарний журнал «Психологія і суспільство», що із 2000 року входить до переліку наукових фахових видань України, в яких можуть публікуватися результати дисертаційних робіт на здобуття наукових ступенів доктора і кандидата наук у галузі філософських, психологічних та соціологічних наук, індексується науковометричними базами даних. Філософія журналу центрована на продукуванні психодуховно збагаченого соціогуманітарного знання, котре, поєднуючи чисте мислення, дослідницьку діяльність і безперервну думку-комунікацію, щонайперше інтегрує упредметнення психології, соціології, дидактики, культурології у форматі методології-як-учення і методологування-як-практики.

## Життєпис
Народився у с. Криві Коліна Тальнівського району на Черкащині. Закінчив Корсунь-Шевченківське педагогічне училище імені Тараса Шевченка (1976), Київський педагогічний інститут імені М. Горького з відзнакою, загальнотехнічний факультет (1980), річну аспірантуру цього інституту (1982); працював учителем і заступником директора Жулянської середньої школи Києво-Святошинського району (1980—1985), старшим і провідним науковим співробітником НДІ психології МО України (1986—1993), завідувачем кафедри експериментальних систем освіти Державної академії керівних кадрів освіти МО України (м. Київ, 1994—1999). У 1975 році виконав норми першого розряду зі спортивної гімнастики.
З листопада 1999 року очолює Інститут експериментальних систем освіти (пізніше — НДІ методології та освітології), а із серпня 2003 по травень 2021 року  — завідувач кафедри психології та соціальної роботи (до вересня 2014 року — соціальної роботи) Тернопільського національного економічного університету (з перервою, 2007—2008). У 2007—2008 роках — завідувач кафедри психології Кримського гуманітарного університету, м. Ялта (АР Крим). З травня 2021 року — професор кафедри психології та соціальної роботи Західноукраїнського національного університету.
З 2004 року член Координаційної ради і Голова осередку громадського об'єднання «Всеукраїнська соціальна Рада» в Тернопільській області. З 2014 року голова Тернопільського обласного осередку Соціологічної асоціації України. З 2014 року голова ГО «Інтелектуальний штаб громадянського суспільства».
Підготував 20 кандидатів наук, зокрема, 7 кандидатів педагогічних наук — С. Ю. Мариньчак, Б. Г. Скоморовський, В. В. Мельник, Л. В. Зазуліна, Т. В. Семенюк, В. О. Коміссаров, Я. А. Костін, та 12 кандидатів психологічних наук — О. Є. Фурман (Гуменюк), Г. О. Горбань, М. Б. Бригадир, Л. З. Ребуха, А. Н. Гірняк, І. С. Ревасевич, Я. М. Бугерко, Т. Л. Надвинична, Н. Є. Ситнікова, А. А. Фурман, О. Я. Шаюк, У. В. Киреєва, Г. С. Гірняк. Науковий консультант докторської дисератації із психології Шандрука С. К.
Автор біля 500 наукових праць загальним обсягом більше 600 др. арк., зокрема 15 монографій та 13 навчальних посібників, 52 брошур, більше 200 статей, 26 перекладів та трьох поетичних збірок.

## Основні праці

### Монографії
- Модульно-розвивальне навчання: принципи, умови, заперечення. — К.: Правда Ярославичів, 1997. — 340 с.
- Психодіагностика особистісної адаптованості. — Тернопіль: Економічна думка, 2000. — 198 с.
- Теорія і практика розвивального підручника. — Тернопіль: Економічна думка, 2004. — 288 с.
- Психологія Я-концепції. — Львів: Новий світ-2000, 2006. — 360 с. (у співав. з О. Є. Фурман).
- Основи гендерної рівності. — Тернопіль: Економічна думка, 2006. — 168 с. (у співавт. з Надвиничною Т. Л.).
- Теорія і практика навчальних проблемних ситуацій: психолого-дидактичний аспект. — Тернопіль: Астон, 2007. — 164 с.
- Ідея професійного методологування. — Тернопіль: Економічна думка, 2008. — 205 с.
- Психодидактична експертиза модульно-розвивальних підручників. — Тернопіль: Економічна думка, 2009. — 312 с. (у співавт. з А. Гірняком).
- Психокультура української ментальності: 2-е наук. вид. — Тернопіль: НДІ МЕВО, 2011. — 168 с.
- Психодидактика проектування навчально-книжкових комплексів для ВНЗ. — Тернопіль: Економічна думка, 2012. — 210 с. (у співавт. з А. Гірняком, Г. Гірняк).
- Сутність гри як учинення. — Тернопіль: економічна думка, 2014. — 110 с. (у співавт. із С. Шандруком).

### Інші праці
- Система сучасних методологій: [хрестоматія в 4 –х т.] / упоряд., відп. ред., перекл. А. В. Фурман. — Тернопіль: ТНЕУ, 2015. –Т.1. — 314 с.; Т.2. — 344 с.; Т.3. — 400 с.; Т.4. — 324 с.
- Світ методології // Психологія і суспільство. — 2015. — № 2. — С. 47-60.
- Толерантність як предмет онтофеноменологічного дискурсу // Психологія і суспільство. — 2015. — № 3. — С. 31-61 (у співавт. з О. Я. Шаюк).
- Організаційно-діяльнісна гра у вищій школі: [монографія] . — Тернопіль: ТНЕУ, 2014. — 272 с. (у співавт. з С. К. Шандруком). * Сутність гри як учинення: [монографія]. — Тернопіль: ТНЕУ, 2014. — 120 с. (у співавт. з С. К. Шандруком).
- Образ долі у поетичному світі Тараса Шевченка // Психологія і суспільство. — 2014. — № 1. — С. 16-25 (у співавт. з О. Є. Фурман).
- Засадничі умови виникнення наукових шкіл // Психологія і суспільство. — 2014. — № 1. — С. 49-58.
- Категорійний профіль наукової школи // Психологія і суспільство. — 2014. — № 2. — С. 23-39.
- Типи наукових шкіл та умови їх ефективного функціонування // Психологія і суспільство. — 2014. — № 3. — С. 11-29. * Методологія парадигмальних досліджень: [монографія]. — К.: Інститут соціальної і політичної психології НАПН України; Тернопіль: ТНЕУ, 2014. — 100 с.

## Наукова школа
У 1994 році заснував наукову школу як дослідницький колектив, котрий реалізує авторську програму інноваційного розвитку національної системи освіти і соціогуманітарної науки засобами міждисциплінарного поєднання психологічних, соціологічних, педагогічних і методологічних знань, а з 2003 — ще й як науково-освітню групу однодумців, котрі займаються професійним методологуванням. З 1998 року — у різних куточках країни проводяться Щорічні зібрання авторської наукової школи, результати роботи яких висвітлюються у пресі. На сьогодні зміст діяльності наукової школи головно стосується розробки освітології як нового синтетичного напряму міждисциплінарних досліджень, що інтегрує авторські теорію освітньої діяльності, вітакультурну методологію, інноваційну оргтехнологію модульно-розвиваючого навчання і масовий соціально-психологічний експеримент. З 2000 року візитівкою авторської наукової школи А. В. Фурмана є фаховий теоретико-методологічний часопис «Психологія і суспільство». З 2005 журнал виходить із додатком «Вітакультурний млин», що висвітлює зміст і форми роботи постійно діючого методологічного семінару при науковій школі.

## Нагороди
Нагороджений знаком «Відмінник освіти України» (1997), Почесною грамотою МОН України (2006), нагрудним знаком «Відмінний прикордонник» (ІІ ст.) Державної прикордонної служби України (2006), Почесною грамотою МОН АР Крим (2008), Почесною відзнакою міського голови Тернополя (2013), грамотою управління освіти і науки Тернопільської ОДА (2016), грамотами Тернопільської ОДА (2017, 2018). Лауреат Загальнонаціональної громадської акції «Флагмани освіти і науки України» (2010).